# Born Villain
Born Villain je osmé studiové album skupiny Marilyn Manson vydané 1. května 2012 vydavatelstvím Cooking Vinyl. Album obsahuje 14 skladeb s celkovou délkou necelé hodiny. Album produkovali Marilyn Manson a Chris Vrenna. Po delší době hraje na tomto albu také kytarista Twiggy Ramirez. Při propagaci tohoto alba skupina zahrála i v pražské Lucerně.

## Seznam skladeb
| Pořadí         | Název                                    | Délka |
| -------------- | ---------------------------------------- | ----- |
| 1.             | Hey, Cruel World...                      | 3:44  |
| 2.             | No Reflection                            | 4:36  |
| 3.             | Pistol Whipped                           | 4:10  |
| 4.             | Overneath the Path of Misery             | 5:18  |
| 5.             | Slo-Mo-Tion                              | 4:24  |
| 6.             | The Gardener                             | 4:39  |
| 7.             | The Flowers of Evil                      | 5:19  |
| 8.             | Children of Cain                         | 5:17  |
| 9.             | Disengaged                               | 3:25  |
| 10.            | Lay Down Your Goddamn Arms               | 4:13  |
| 11.            | Murderers Are Getting Prettier Every Day | 4:18  |
| 12.            | Born Villain                             | 5:26  |
| 13.            | Breaking the Same Old Ground             | 4:27  |
| Celková délka: | Celková délka:                           | 59:17 |

## Obsazení
- Marilyn Manson – zpěv, kytara, klávesy
- Twiggy Ramirez – kytara, baskytara,klávesy, doprovodný zpěv
- Chris Vrenna – klávesy, syntezátory, programming, bicí, perkuse
- Fred Sablan – baskytara, kytara